# Village Green
«Village Green» es una canción interpretada por The Kinks, escrita por Ray Davies para el álbum de estudio de The Kinks, The Kinks are The Village Green Preservation Society, siendo la novena canción en el tracklist y la segunda del lado B, considerada la pieza central del álbum, pues también fue la canción que le dio a su compositor la idea del álbum conceptual que fue The Village Green Preservation Society.
En algunos países la canción fue lanzada como sencillo.

## Trasfondo y origen
La canción fue escrita en 1966 por Ray Davies como el resto del álbum, la influencia de la pista provino de la visita de Ray Davies a Devon, una zona rural de Inglaterra dónde los Kinks dieron presentaciones. Esta pista inspiró a Davies a usar este concepto de la "Villa Verde" como una idea para un álbum, y fue retenido para lo que se convertiría en The Kinks Are the Village Green Preservation Society.  
Sin embargo, "Village Green" se grabó durante las sesiones de Something Else, el predecesor de The Kinks en 1967 de The Kinks Are the Village Green Preservation Society que se empezó originalmente a grabar en el 1966. 
Muchas de las canciones grabadas antes del verano de 1968 fueron originalmente destinadas a aparecer en algún álbum solista de Ray Davies o para un show relacionado con el concepto de la Villa Verde, porque Davies no estaba seguro de que se adaptaría al estilo e imagen musical de los Kinks. Pero a medida que el concepto progresaba y los Kinks perdían éxito comercial en 1968, la canción llegó a ser la pieza principal líricamente del álbum

## Composición
La canción se trata de un número corto de pop barroco, dónde se hace uso de una orquesta, en cambio las demás canciones del álbum usan el melotron, es probable que esto se deba a que la pista se grabó un año antes de que se trabajara en el resto del álbum. También, en las primeras etapas, se planeó que fuera la canción principal (oficialmente, no líricamente) del álbum hasta que se escribiera The Village Green Preservation Society. Esto lo prueba una declaración de Dave Davies, que dijo que el álbum se llamará Village Green.
Una versión temprana sin cuerdas existe, y también directamente tomada de la toma maestra existe una versión con sobre-grabaciones de cuerdas, ambas incluidas en la caja recopilatoria del 50 aniversario del disco junto a mezclas y tomas alternativas de la misma y varias otras canciones.

### Letras
La letra de "Village Green" describe a un hombre que creció en un pueblo verde. Conoció a una chica llamada Daisy, a quien besó "junto al viejo roble". Sin embargo, dejó la aldea verde para buscar el estrellato. A pesar de esto, extraña el verde del pueblo, diciendo que extraña la "iglesia, el reloj, el campanario" y "el rocío de la mañana, el aire fresco y la escuela dominical". 
Sin embargo, desde que se fue, la ciudad se convirtió en una novedad y en una atracción turística, y los estadounidenses decían cosas como ''Maldita sea, ¿no es una escena bonita?''. Daisy se ha casado con Tom, un ex tendero, ahora propietario de una tienda de comestibles. Ahora, el hombre desea volver al pueblo y espera volver a hablar con Daisy.

## Lanzamiento
La canción además de ser lanzada como la novena canción en la edición de 15 canciones de The Kinks are the Village Green Preservation Society fue lanzada como la séptima, la primera del lado B de la edición de 12 canciones lanzada tempranamente para algunos países de Europa.
También fue lanzada como sencillo exclusivo de Japón, con la canción que le precedía como lado B, es decir Animal Farm, canción que tiene un tema relacionado con esta.